# Winnebago (Minnesota)
Winnebago és una població dels Estats Units a l'estat de Minnesota. Segons el cens del 2000 tenia 1.487 habitants.

## Demografia
Segons el cens del 2000, Winnebago tenia 1.487 habitants, 641 habitatges, i 398 famílies. La densitat de població era de 261 habitants per km².
Dels 641 habitatges en un 25,4% hi vivien nens de menys de 18 anys, en un 52,4% hi vivien parelles casades, en un 7,5% dones solteres, i en un 37,9% no eren unitats familiars. En el 34,2% dels habitatges hi vivien persones soles el 20% de les quals corresponia a persones de 65 anys o més que vivien soles. El nombre mitjà de persones vivint en cada habitatge era de 2,21 i el nombre mitjà de persones que vivien en cada família era de 2,83.
Per edats la població es repartia de la següent manera: un 21% tenia menys de 18 anys, un 7,5% entre 18 i 24, un 22,8% entre 25 i 44, un 21,3% de 45 a 60 i un 27,3% 65 anys o més.
L'edat mediana era de 44 anys. Per cada 100 dones de 18 o més anys hi havia 87,5 homes.
La renda mediana per habitatge era de 32.321 $ i la renda mediana per família de 41.420 $. Els homes tenien una renda mediana de 30.375 $ mentre que les dones 20.256 $. La renda per capita de la població era de 16.435 $. Entorn del 4,6% de les famílies i el 9,5% de la població estaven per davall del llindar de pobresa.

## Poblacions més properes
El següent diagrama mostra les poblacions més properes.